# Милена Кирова
Милена Георгиева Кирова е българска литературна критичка, университетска преподавателка, професорка, феминистка. Тя е председателка на Българската асоциация на университетските жени (БАУЖ).
Пише и преподава в областите българска литература (основно нова българска литература, но и съвременни автори от края на XX и началото на XXI век), женско писане (в българската литература), феминизъм и библеистика, феминизъм и психоанализа (и като литературна критика), но също и чужда литература. Колумнистка е на рубриката „Думи срещу думи“ във в. „Култура“.

## Биография
Милена Кирова е дъщеря на българския литературен критик проф. Георги Марков, преподавател в Софийския университет по марксистко литературознание. Родена е в София на 3 юни 1958 г.
Завършва средното си образование в Пловдив (1977) и българска филология с втора специалност английска филология в Софийския университет (1981) .

## Творчество
Книгата на Милена Кирова „Сънят на Медуза“ (психоаналитични, постмодерни анализи на класически български автори и произведения) се смята за едно от литературните събития на 1995  и оказва силно влияние върху българската литературна критика до началото на 21 век, като според литературоведа Бойко Пенчев „Сънят на медуза“ е от една страна „нов прочит“, различаващ се от традицията за анализиране на българската литература, доминираща в периода на комунизма в България, но в същото време е и „отваряне на нови дискурсивни полета“, тоест опитва да преодолее езиковите и мисловни клишета в българската литературна критика и прави опит за въвеждане на нов език, изразност и мислене - на една изключително нова дискурсивна практика.

## Критики
Кирова среща неодобрение в блогосферата, главно заради анализите си върху някои основни български автори, но и заради критическите си подходи, както и сложността на употребявания от нея език.
Силни недоволства са отправени към нея от консервативно настроени кръгове заради изказването ѝ „Мил ми е Вазов, но истината е, че децата не го разбират и не го четат. Трябва да се смени с по-съвременни автори“ по повод резултатите от университетските изпити по литература за 2009 г.

## Награди
- Проф. Милена Кирова е деветият носител на Националната награда за литературна критика „Иван Радославов и Иван Мешеков“ (2011).[10]
- През 2020 г. е отличена с Националната литературна награда „Йордан Йовков“ за принос в научното изследване и популяризиране на Йовковото литературно наследство[11][12]

### Авторски книги
- Милена Кирова, Българската поема от Освобождението до Първата световна война, София: „УИ Климент Охридски“, 1988.
- Милена Кирова, Сънят на медуза. Към психоанализа на българската литература, София: УИ „Климент Охридски“, 1995 (2 изд. 1997).[13]
- Милена Кирова, Изпитание на символите. Българска литература и психоаналитична критика, изд. София: Фенея, 1997 (2 изд. 2006).
- Емилия Дворянова, М. Кирова, La Velata (Тялото, разковаване), София, 1998.
- Милена Кирова, Йордан Йовков. Митове и митология, София: изд. „Полис“, 2000.
- Милена Кирова, Критика на прелома. Нови явления и посоки в българската литература от края на ХХ век, София: УИ „Климент Охридски“ и изд. ПАН-ВТ, 2002.[14]
- Милена Кирова, Проблематичният реализъм, София: изд. „Просвета“, 2002.
- Милена Кирова, Библейската жена. Механизми на конструиране, политики на изобразяване, София: УИ „Климент Охридски“ и изд. къща „Стигмати“, 2005.
- Валери Стефанов, Милена Кирова, Българската литература. Светове и светувания Том I и II, София: изд. „Данте“, 2006.
- Милена Кирова, Да пишем съчинение по цитати: За кандидатстудентския изпит по български език и литература в СУ „Св. Климент Охридски“, София: изд. „Ариадна“, 2007.
- Милена Кирова, Литературният канон. Предизвикателства, София: УИ „Климент Охридски“, 2009.
- Милена Кирова, Давид, Великия. История и мъжественост в еврейската библия, София: „Сиела“, 2011.[15], [16]
- Милена Кирова, Защо четем класика? Българска литература XIX – XX век.. изд. Public Republic – електронно издание [Amazon Kindle Edition], 1 юни 2013.
- Милена Кирова, Българска литература от Освобождението до Първата световна война. Част 1, София: изд. „Колибри“, 2016.
- Милена Кирова, Българска литература от Освобождението до Първата световна война. Част 2, София: изд. „Колибри“, 2018.
- Милена Кирова, Българска литература от Освобождението до Първата световна война. Част 3, София: изд. „Колибри“, 2020.

### Съставителство и редакция
- Милена Кирова, съст., встъп. студия, прев., Психоанализа и литература, София: УИ „Климент Охридски“, 1995.
- Милена Кирова, Николай Чернокожев, Творби и прочити: Нови изследвания по българска литература, София: изд. Тилиа, 1996.
- Милена Цанева, Милена Кирова (съст.), Съвременни прочити на класиката. Нови изследвания върху българската литература, София: изд. Ариадна, 1998 (II изд. 2006).
- Милена Кирова, и съст., Николай Чернокожев, Българската литература – фигури на четенето, София: изд. Фигура, 2000.
- Милена Кирова, Корнелия Славова, Теория през границите - Въведение в изследванията на рода, София: изд. Полис, 2001 (ISBN 954-90728-3-5).
- Милена Кирова, съст., Сб. Наследството. Вазов, София: УИ „Климент Охридски“, 2002.
- Милена Кирова, съст., Йовков: Съвременни интерпретации, Велико Търново: изд. Слово, 2003.
- Милена Кирова, съст., Корнелия Славова, Род и ред в българската култура, изд. Фондация ЦИПЖ, 2005.
- Милена Кирова, съст., Български писателки от Възраждането до Втората световна война, поредица Неслученият канон, София: изд. Алтера, 2009.